# 225 Генрієтта
225 Генрієтта (225 Henrietta) — астероїд зовнішнього головного поясу, відкритий 19 квітня 1882 року Йоганном Палізою у Відні.
Тіссеранів параметр щодо Юпітера — 2,989.